# Guttaperkaträd
Ej att förväxla med guttaperka (Palaquium gutta)
Guttaperkaträd eller Eucommia (Eucommia ulmoides) är ensam art i familjen Eucommiaceae.

## Utbredning och ekologi
Arten kommer ursprungligen från Kina och växer i de södra och centrala delarna av Asien, men odlas även i Europa så långt norrut som Edinburgh, dock är det inte särskilt härdigt i Sverige. Även i Nordamerika har arten införts. Trädet trivs i soliga och fuktiga lägen, men är mycket tåligt mot såväl torka som skadedjur och infektioner.

## Utseende och kännetecken
Trädet blir 6–15 meter högt och påminner i utseende såväl om almar som trollhasslar. Bladen är smala och glänsande, cirka 10–20 cm långa. Liksom kornellsläktet har arten egenheten att om bladen bryts itu hålls delarna ihop av mjölksaften, som stelnar i luften till en gummiliknande massa. Löven behåller sin gröna färg ända in på hösten, men mattas något. Blommorna är små och bruna. Vingnötterna är cirka 3 cm långa och platta.

## Användning
I Kina odlas den främst för barken, som används i traditionell kinesisk medicin. I Europa och Nordamerika används arten som prydnadsträd. Arten är tvåbyggare, endast hanplantan används i planteringar.